# EN 60601-2-9
Die Europäische Norm EN 60601-2-9 mit dem Titel Medizinische elektrische Geräte – Teil 2-9: Besondere Festlegungen für die Sicherheit von Dosimetern mit Patientenkontakt, die in der Strahlentherapie mit elektrisch verbundenen Strahlungsdetektoren verwendet werden ist Teil der Normenreihe EN 60601.
Herausgeber der DIN-Norm DIN EN 60601-2-9 ist das Deutsche Institut für Normung.
Die Norm basiert auf der internationalen Fassung IEC 60601-2-9. Im Rahmen des VDE-Normenwerks ist die Norm als VDE 0750-2-9 klassifiziert, siehe DIN-VDE-Normen Teil 7.
Diese Ergänzungsnorm regelt allgemeine Festlegungen für die Sicherheit, Prüfungen und Richtlinien für Dosimeter mit Patientenkontakt, die in der Strahlentherapie mit elektrisch verbundenen Strahlungsdetektoren verwendet werden.
Die Norm ist mittlerweile ersatzlos zurückgezogen.

## Gültigkeit
Die deutsche Ausgabe 10.1999 ist ab 4.2008 als Deutsche Norm zurückgezogen worden.
- Die letzte Fassung (10.1999) ist korrespondierend mit der 2. Ausgabe der DIN EN 60601-1 anzuwenden.

## Anwendungsbereich
Die Norm enthielt besondere Festlegungen für die Sicherheit von Dosimetern mit Patientenkontakt, die in der Strahlentherapie mit elektrisch verbundenen Strahlungsdetektoren verwendet werden.

## Zusatzinformation
Die Norm wurde zurückgezogen. Es ist noch keine Neuausgabe geplant.